# Liste der Denkmale in Gliwice
In dieser Liste sind die Denkmale, Statuen, Brunnen, Standbilder, Ehrenmale und Skulpturen im öffentlichen Raum der Stadt Gliwice, dem bis 1945 deutschen Gleiwitz, aufgeführt.
Einige von ihnen wurden im Laufe der Jahrzehnte von ihrem ursprünglichen Aufstellungsort entfernt, umgestellt, umgestaltet oder sogar zerstört. Dies ist unter dem Vorsatz Status vermerkt.
Die ältesten Skulpturen der Stadt sind der Neptunbrunnen am Ring und die Nepomukfigur an der Trinitatiskirche.

## Übersicht
|  | Arbeiterstatue Lage: Ehemals Reichspräsidentenplatz Errichtet: Seit 1945 verschwunden. |

|  | Bank Lage: Errichtet: Sitzbank mit zwei Skulpturen |

|  | „Brunnen mit tanzenden Faunen“ Lage: Grünanlage vor der Stadtverwaltung (Haus Oberschlesien) in der ul. Zwycięstwa (Siegesstraße) Errichtet: 1928 Brunnen von Hans Dammann |

|  | „Christus der göttliche Kinderfreund“ Lage: Lindenfriedhof (Cmentarz Lipowy) Errichtet: Skulptur vom Bildhauer Paul Ondrusch. Denkmal für 76 Kinder die 1919 bei einem Brand ums Leben kamen. Auf dem Denkmal befand sich die Inschrift „Lasset die Kindlein zu mir kommen“, nach 1945 entfernt. |

|  | „Denkmal für die im Ersten Wltkrieg gefallenen Soldaten des Ulanen-Regiments von Katzler (Schlesisches) Nr. 2“ Lage: ehemals im Stadtpark, an der Promenade Errichtet: 13. Juni 1926 Entwurf von Bildhauer Hans Dietzsch-Sachsenhausen, 1945 von den Polen beseitigt und verschrottet. Auf dem erhaltenen Stufenunterbau steht jetzt das Chopin-Denkmal. |

|  | „Denkmal für die Gefallenen im Ersten Weltkrieg“ Lage: Lindenfriedhof (Cmentarz Lipowy) Errichtet: Denkmal vom Bildhauer Hanns Breitenbach. Bestandteil des Denkmals ist die Skulptur „Die Trauernde“. Das Denkmal erinnert an ca. 440 Opfer (Deutsche, Russen, Rumänen, Serben, Franzosen und Italiener) des Ersten Weltkriegs. |

|  | Franziskaner-Figur Lage: Errichtet: Von Hanns Breitenbach. |

|  | Frédéric-Chopin-Denkmal Lage: Errichtet: Wurde auf dem Postament des Ulanendenkmals errichtet. |

|  | „Gänselieselbrunnen“ Lage: Ehemals in der Ottokarstraße in der Reichsbahn-Siedlung in Petersdorf (Szobiszowice) Errichtet: Nach 1945 zerstört. |

|  | Gedenkhalle als Regimentsdenkmal 1914-18 des Infanterie-Regiments Keith (1. Oberschlesisches) Nr. 22 Lage: Ehemals im Stadtpark Errichtet: Entwurf von dem Architekten Wilhelm Heilig. Weihe am Jahrestag der Völkerschlacht bei Leipzig, 18. Oktober 1924. Das Bauwerk wurde nach 1945 abgetragen. An der Außenwand befand sich die Inschrift: „Dem Gedächtnis unserer Gefallenen“. Erhalten hat sich das Fundament. |

|  | Gefallenendenkmal Lage: Jüdischer Friedhof Errichtet: Denkmal für die Gefallenen des Ersten Weltkriegs aus der jüdischen Gemeinde. |

|  | Gefallenendenkmal Lage: Żerniki (Zernik) Errichtet: |

|  | „Kriegerdenkmal für die 1870/71 gefallenen Söhne des Kreises Tost-Gleiwitz“ Lage: 1874–1926 – Germaniaplatz (heute pl. Piastów), 1926–1945 – im Wilhelmspark Errichtet: am Sedantag, 2. September 1874 Entwurf des Bildhauers Ferdinand Hartzer. Das Denkmal verschwand nach 1945, vermutlich zerstört. |

|  | Hedwigskulptur Lage: Errichtet: |

|  | Hyazinthskulptur Lage: Errichtet: |

|  | Jahn-Denkmal Lage: Errichtet: Denkmal für „Turnvater“ Friedrich Ludwig Jahn. Verbleib unbekannt |

|  | Keith-Denkmal Lage: an der Keith-Straße Errichtet: am 8. Juli 1913 – anlässlich der Stiftung des Regiments am 1. Juli 1813 Widmung an der linken Seite des Sockels: „Dem Infanterie Regiment / Keith (1. O.–S.) No. 22 / zum Andenken / an sein 100jähriges / Jubiläum“. Das Denkmal ist verschollen. |

|  | „Knabe mit Schwan“ Lage: Skwer Dessau Errichtet: |

|  | „Liegende Löwen“ Lage: Im Chopin-Park vor dem Palmenhaus Errichtet: Zwei Kopien des Löwen von Johann Gottfried Schadow |

|  | Löwenskulptur Lage: In Łabędy Errichtet: Skulptur eines Löwen aus Beton |

|  | Löwenskulpturen Lage: Vor dem Gelände der Gliwickie Zakłady Urządzeń Technicznych Errichtet: Zwei Kopien des Löwen von Johann Gottfried Schadow |

|  | Marienfigur Lage: Errichtet: |

|  | Mariensäule Lage: An der Ostwand des Rathauses Errichtet: 1730 Skulptur von Johann Melchior Österreich |

|  | Adam-Mickiewicz-Statue Lage: Errichtet: |

| Die Nepomukstatue vor der Kirche der Heiligen Dreifaltigkeit | Nepomukfigur Lage: Vor der Kirche der Heiligen Dreifaltigkeit Errichtet: |

|  | „Neptunbrunnen“ Lage: Ring (Rynek) in der Altstadt Errichtet: |

|  | Józef-Piłsudski-Statue Lage: Errichtet: |

| Das Löwendenkmal in der Promenade | „Schlafender Löwe“ oder „Löwendenkmal“ als Kriegerdenkmal für die gefallenen Soldaten der Befreiungskriege Lage: Ehemals im Stadtpark (Promenade) Errichtet: 1913 Den Entwurf schuf der Bildhauer Joseph Breitkopf-Cosel. Seit den 1960ern verschwunden |

| Sendeturm Gleiwitz | Sendeturm Gleiwitz Lage: ul. Tarnogórska (Tarnowitzer Landstraße) in Szobiszowice (Petersdorf) Errichtet: 1935–1938 118 Meter hohe Lärchenholzkonstruktion |

|  | Marienfigur mit Jesus Lage: Errichtet: Skulptur von Hanns Breitenbach. |

|  | Skulptur vor der Onkologie (ehemals Landesfrauenklinik der Provinz Oberschlesien) Lage: Errichtet: Skulptur vom Bildhauer Hans Dammann. Die Figur einer Frau mit zwei Kindern stellt eine Allegorie der Mutterschaft dar |

| „Wachender Löwe“ | Wachender Löwe Lage: Vor dem Museum (Villa Caro) in der Niederwallstraße Errichtet: Seit 1934 vor der Villa Caro, davor auf dem Hüttengelände |